# Rzecznica
Rzecznica – struga na Równinie Gryfickiej, w woj. zachodniopomorskim, w gminie Rymań; prawobrzeżny dopływ rzeki Mołstowy.
Rzecznica bierze swe źródła przy przysiółku Bukowo, skąd płynie w kierunku zachodnim.
Przepływa przez Rzesznikowo, gdzie wpada do niej potok Węgorka. Następnie przed linią kolejową odbija na południowy zachód uchodząc do Mołstowy od prawego brzegu.
Nazwę Rzecznica wprowadzono urzędowo rozporządzeniem w 1949 roku, zastępując poprzednią niemiecką nazwę strugi – Winkel Bach.